# Гладковский, Олег Владимирович
Оле́г Влади́мирович Гладко́вский (фамилия до 2014 года — Свинарчук; род. 5 февраля 1970, Чуднов, Житомирская область) — украинский менеджер, предприниматель, политический деятель, основатель и президент (2012—2015) автомобилестроительной корпорации «Богдан», председатель Межведомственной комиссии по политике военно-технического сотрудничества и экспортного контроля (2014—2018), Первый заместитель Секретаря Совета национальной безопасности и обороны Украины (2015—2019).

## Биография

### Ранние годы, начало трудовой деятельности
Олег Свинарчук родился в посёлке городского типа Чуднов Житомирской области Украинской ССР. В 1994 году окончил Киевский автодорожный институт (ныне — Национальный транспортный университет), получив квалификацию инженера по организации перевозок и управления на автомобильном транспорте.
После прохождения срочной службы в рядах вооружённых сил СССР (1988—1989) в 1990 году Свинарчук начал трудовую деятельность экономистом 1-й категории в кооперативе «Резерв» (Краснодарский край, Лазаревский район города Сочи). В 1991 году был транспортным рабочим в кооперативе «Аргус» в Киеве. Затем работал экономистом в агрофирме «Опаки» (Киев).
В 1993 году вместе с однокурсником Игорем Кононенко и сослуживцем Петром Порошенко (впоследствии ставшим пятым президентом Украины) основал акционерное общество «Автотранссервис», директором которого Свинарчук являлся с января 1994 по май 1997 года; контрольным пакетом предприятия владел Порошенко.
С мая 1997 года по март 2012 года работал заместителем генерального директора ЗАО «Укрпроминвест» Алексея Порошенко, отца Петра Порошенко. В 1998 году, после приобретения Черкасского авторемонтного завода, «Укрпроминвест‑авто» получил возможность выпустить собственный автобус, название которому («Богдан») придумал Олег Свинарчук. Первая модель, «Богдан А091», вышедшая в 1999 году, вскоре заняла 40 % украинского рынка автобусов.
В 2005 году Олег Свинарчук стал первым председателем наблюдательного совета вновь созданной автомобилестроительной корпорации «Богдан». В июле 2012 года Свинарчук стал президентом корпорации «Богдан». Занимал эту должность до февраля 2015 года.
В 1999 году «Укрпроминвест» приватизировал Луцкий автомобильный завод, который начал заниматься крупноузловой сборкой ВАЗов и УАЗов. По состоянию на 2014 год, на заводах «Богдана» совершалась сборка автомобилей LADA 110 и 111, бюджетных Hyundai Accent, внедорожников Hyundai Tucson, седанов Hyundai Elantra, в том же году впервые было налажено производство китайских легковых автомобилей JAC. После обострения российско-украинских отношений количество собранных на Украине автомобилей на базе LADA, поставленных в Россию, резко сократилось (92 штуки за 2014 год против 2 тыс. годом ранее). Руководством корпорации «Богдан» было принято решение прекратить производство этих автомобилей с ноября 2014 года. Однако, по данным журналистских расследований, полностью от кооперации с российскими поставщиками корпорация «Богдан» ни при Гладковском, ни после его ухода в СНБО, не отказалась. Так, для троллейбусов инвертор двигателя гидроусилителя руля поставляет ООО «Чергос» (Санкт-Петербург), а двигатель — Псковский электромашиностроительный завод, сотрудничающий с рядом оборонных предприятий России, включённых в украинские санкционные списки.
Олег Свинарчук непосредственно фигурирует в Панамских документах, опубликованных в 2016 году. Согласно им, 30 августа 2009 года Свинарчук стал владельцем компании Teckfold Investments Financial Corporation (британские Виргинские Острова), где был единственным акционером. Teckfold Investments связана с кипрским офшором Vehicles Distribution Holding Limited, с помощью которого вёлся бизнес, в том числе с российскими компаниями.
В 2014 году Олег Свинарчук сменил фамилию, взяв девичью фамилию своей матери, и стал Олегом Гладковским.

### Политическая карьера, работа в СНБО
В 1998 году Свинарчук стал почётным консулом республики Сейшельские Острова на Украине. Бывший глава Службы безопасности Украины (2006—2010) Валентин Наливайченко в эфире телеканала «1+1» рассказал о том, что зарегистрированный на британских Виргинских Островах офшор Vernon Holdings Limited ввёз на территорию Украины 45 картин всемирно известных художников для нужд Консульства Сейшельских Островов. Среди произведений искусства были работы Казимира Малевича, Ильи Репина, Константина Коровина, Ивана Айвазовского, Исаака Левитана. На сайте движения «Справедливость», возглавляемого Наливайченко, были выложены сканокопии брокерских документов, использовавшихся при доставке картин, попавших на Украину в режиме временного ввоза «для демонстрации во время проведения дипломатических встреч». По данным уполномоченной комиссии, это обоснование было прикрытием, ввозные пошлины не были уплачены, а картины впоследствии разошлись по частным коллекциям. Наливайченко направил в Интерпол документы для проведения расследования. Также он рассказал, что подобные офшорные схемы использования Vernon Holdings Limited были задокументированы британскими спецслужбами ещё в 2006 году.
С 13 августа 2014 года до 1 марта 2018 года Олег Свинарчук, ставший Гладковским, работал Председателем Межведомственной комиссии по политике военно-технического сотрудничества и экспортного контроля при СНБО.
17 февраля 2015 года Олег Гладковский был назначен первым заместителем Секретаря Совета национальной безопасности и обороны Украины.
Американский бизнесмен украинского происхождения и внештатный советник президента США Дональда Трампа Сэм Кислин в конце октября 2019 года обвинил Петра Порошенко и его окружение в присвоении 1,5 млрд долларов США, по версии украинских властей изъятых у экс-президента Украины Виктора Януковича. По утверждению Кислина, из этой суммы 503 млн долларов были перечислены в пользу Порошенко через Олега Гладковского, занимавшего должность заместителя Секретаря СНБО.

#### Скандал с оборонными закупками
В марте 2018 года в журнале «Новое время» вышло журналистское расследование, в котором доказывалась причастность Министерства обороны Украины к закупкам по завышенным ценам старых БМП-1 (выпуска 1966—1983 годов) у польской фирмы Wtorplast, которая, в свою очередь, приобретала технику в Чехии. В схеме принимали участие Сергей Пашинский и Олег Гладковский. Факт закупок «Укроборонпромом» техники через цепочку посредников в интервью «Би-би-си» подтвердил министр обороны Степан Полторак. После передачи данных в НАБУ, начавшем собственное расследование деталей закупок, журналисты выявили ещё одну компанию — кипрскую PetraLink Limited, которая в рамках засекреченного оборонного заказа приобретала технику по 154 тыс. долларов США за единицу у чешской компании Real Trade, являвшейся дочерним предприятием чешской Excalibur Army. БМП-1 по документам проходили как модернизированные по варианту БМП-1АК, но фактически они не отличались от типовых машин, выпускавшихся в ГДР в 1980-е годы. «Укроборонпром», согласно документам («инвойсам»), приобретала технику у киприотов по 176,7 тыс. долларов за единицу.
25 февраля 2019 года сайт журналистский расследований «Бигус Инфо» опубликовал информацию о том, что сын Олега Гладковского Игорь причастен к коррупционной закупке российских запчастей для украинской военной техники. Продажа этих деталей по завышенным ценам принесла участникам схемы 250 млн гривен.
Согласно представленным в расследовании документам, сделки организовывались через три основные подставные фирмы, одна из которых принадлежала президенту Украины Петру Порошенко. В схеме участвовали Олег Гладковский, его сын Игорь, знакомые Игоря — Виталий Жуков и Андрей Рогоза, Павел Букин (в то время глава ГК «Укрспецэкспорт», в настоящий момент Генеральный директор ГК «Укроборонпром»), Вадим Шкавро (директор Киевского бронетанкового завода), Яков Мормыло (директор Харьковского бронетанкового завода), Роман Тымкив (директор Львовского бронетанкового завода). Компания-посредник ООО «Оптимумспецдеталь» через цепочку посредников поставляла на три украинских бронетанковых завода детали для техники. Как правило, это были либо списанные детали из России, либо низкокачественные комплектующие, снятые со списанной или подлежащей ремонту украинской же техники. Для поставок использовались и другие компании-посредники, в частности, ООО «Фирма Ренал».
В последней части расследования «Бигус Инфо» рассказано о схеме ремонта авиационной техники «Укроборонпромом». 410-й завод гражданской авиации в Киеве с августа 2016 по март 2017 года ремонтировал два самолёта Ан-26 Национальной гвардии Казахстана. Для них потребовались высотомеры. Через две фирмы-прокладки в Объединённых Арабских Эмиратах шесть приборов (РВ-5МД1, ВЭМ-72ФГ и ВМФ-50 — по комплекту на каждый самолёт) были приобретены в России. «Укроборонпром» заплатил 580 тыс. долларов за высотомеры, чистая цена которых — 85 тыс. долларов, а с транспортными расходами — 120 тысяч. Из переплаченных госконцерном 460 тыс. долларов 160 тыс. участники схемы потратили на обналичку, транзитные фирмы и растаможку. Таким образом, чистая прибыль составила 300 тыс. долларов. Журналисты сумели найти данные о распределении предоплаты между Олегом Гладковским (30 тыс. долларов), Игорем Гладковским (46,6 тыс. долларов), Павлом Букиным (10 тыс. долларов) и Виталием Жуковым (46,6 тыс. долларов).
Генеральный прокурор Украины Юрий Луценко 12 марта заявил, что хотя в некоторых деталях в расследовании «Бигус Инфо» есть неточности, в целом существовал «тотальный незаконный перевод денег в наличные».
26 февраля 2019 года активисты Национального корпуса и Национальной дружины пришли к имению Игоря Гладковского в элитном посёлке Козин Обуховского района Киевской области, чтобы выразить свои требования и взять его под стражу. Активисты забросали дом петардами и нарисовали рядом с усадьбой символическую «дорогу крови». В тот же день Олег Гладковский был отстранён от исполнения обязанностей первого заместителя Секретаря СНБУ.
Олег Гладковский категорически отверг выдвинутые против него обвинения, его сын пообещал подать в суд на журналистов. Представители «Укроборонпрома» заявили, что доклад «Бигус Инфо» был «манипулятивным».
27 февраля Олег Гладковский в эфире программы «Vox populi» телеканала ZIK признал, что Украина действительно закупает запчасти в России: «Во время моей работы председателем межведомственной комиссии оборонно-промышленного комплекса, когда мы отрабатывали стратегию импортозамещения, нам, к сожалению, много комплектующих было невозможно производить, потому что это сложно технологически, и я действительно подтверждаю, что часть мы завозим оттуда, где они производятся».
2 марта 2019 года на Площади независимости в Киеве представители Нацкорпуса и Национальной дружины провели акцию, приуроченную к расследованию журналистов «Бигус Инфо» по коррупции в оборонной сфере. В марше приняли участие порядка 1 тыс. человек из Киева и 20 областей Украины.
4 марта 2019 года был уволен с занимаемой должности указом президента Украины Петра Порошенко. Также Гладковский был снят с должности председателя межведомственной комиссии по политике военно-технического сотрудничества и экспортного контроля.
Масштабные митинги против коррупции состоялись на Площади независимости в Киеве 9-го и 16 марта. По различным данным, 16 марта в акции приняли участие от двух до 10 тыс. человек. Протестующие из Национального корпуса и Национальной дружины прошли к Администрации президента Украины и забросали здание игрушечными свиньями. Акции протеста проходили в городах, которые посещал президент Порошенко, — в Черкассах, Полтаве и других.
Скандал с закупками в Укроборонпроме стал одной из ведущих тем для обсуждения во время избирательной кампании в преддверии выборов президента Украины 2019. По мнению журналиста и обозревателя Сергея Руденко, высказанного для Deutsche Welle, данная история стала «коррупционной бомбой» для Порошенко, поставившей под угрозу его перспективы переизбраться на второй срок. Победивший в первом туре с двукратным преимуществом Владимир Зеленский 8 апреля 2019 года в видеообращении рассказал, что во время дебатов с Порошенко перед вторым туром в первую очередь задаст действующему президенту следующие вопросы: «Когда начнутся посадки? Почему Свинарчуки не за решёткой?»

#### Уголовные дела
7 марта 2019 года Национальное антикоррупционное бюро Украины (НАБУ) провело более 20 обысков по месту жительства фигурантов дела о хищении в оборонной промышленности, в том числе у Олега и Игоря Гладковских, Андрея Рогозы, Виталия Жукова. По словам директора НАБУ Артёма Сытника, ведомство открыло два уголовных производства.
17 июля 2019 года Олег Гладковский был вызван на допрос в НАБУ по делу о коррупции в Укроборонпроме.
17 октября 2019 года Олег Гладковский попытался вылететь из страны через аэропорт Борисполь, однако был остановлен пограничной службой по запросу НАБУ. Покинув Зал официальных делегаций, он был задержан сотрудниками НАБУ недалеко от ресторана Kidev на Бориспольской трассе «по подозрению в злоупотреблении служебным положением (ч.2 ст. 364 Уголовного кодекса Украины)».
20 октября генеральный прокурор Украины Руслан Рябошапка заявил, что за неделю с 14 по 20 октября Генпрокуратура зарегистрировала три уголовных производства по оборонным закупкам, в которых фигурантами выступают Гладковский и Сергей Пашинский. Последний был арестован 7 октября, но по другому делу — стрельбе в человека, приведшей к тяжким телесным повреждениям.
В знак протеста против избранной меры пресечения Олег Гладковский объявил голодовку. Он назвал открытое против него уголовное производство «политически мотивированным». 21 октября после внесения залога в сумме 10 623 130 гривен, Олег Гладковский вышел из под стражи. Ему надели электронный браслет для отслеживания передвижения. Также суд обязал подозреваемого на период следствия сдать заграничный паспорт и являться к следователю НАБУ по первому требованию.
28 октября 2019 года Гладковский выиграл суд у НАБУ по делу о неявке на допрос, случившейся в июле того же года.

### Личная жизнь
Супруга — Юлия Авивовна Свинарчук (род. 1966, в некоторых источниках указано имя Ольга). Трое сыновей:
- Игорь (род. 1994) — в 2014 году вместе с отцом сменил фамилию, став Игорем Гладковским. С 2015 года является почётным консулом республики Сейшельские Острова на Украине, сменив в этой должности отца. Игорь Гладковский — руководитель «Хёндэ Мотор Украина» (укр. «Хюндай Мотор Україна»). В августе 2018 года вошёл в состав наблюдательного совета киевского завода «Кузница на Рыбальском»[36][78][79][80].
- Михаил (род. 1995)[2]
- Дмитрий (род. 2004)[2].

## Награды
- Заслуженный машиностроитель Украины (январь 2006 года).
- Знак отличия президента Украины — юбилейная медаль «25 лет независимости Украины» (19 августа 2016)[81].

## Доходы
По основному месту работы в СНБО Олег Гладковский за 2017 год получил заработную плату в размере 604 598 гривен. В своей электронной декларации он указал четыре пары швейцарских часов производства Hublot, Corum, Breguet и Ulysse Nardin, а также автомобиль Škoda Superb 2013 года выпуска. Гладковский задекларировал ценные бумаги инвестиционного фонда «Сова» (общая номинальная цена — 14 044 999 гривен), автомобильной компании «Богдан», Международного инвестиционного банка (общая номинальная цена — 1,52 млн гривен). Гладковскому принадлежат 46,67 % корпоративных прав ООО «Оушн Инвест» (Украина) стоимостью 700 тыс. гривен и 9,48 % корпоративных прав кипрской компании «Рай-Систем Лимитед» (номинальная стоимость — 537 059 гривен). За год Олег Владимирович получил 7 444 077 гривен дивидендов и 83,2 тыс. гривен от отчуждения ценных бумаг и корпоративных прав от фонда «Сова». У Гладковского было 85,2 тыс. гривен на счетах в Международном инвестиционном банке, а также 3,18 млн гривен, 200 тыс. долларов и 50 тыс. евро наличных средств.
Супруга Олега Владимировича, Юлия Гладковская, указала в декларации ювелирные украшения и предметы одежды (Roberto Cavalli, Damiani, Valentino, Versace), наручные часы производства Chanel, Breguet, Carrera, Louis Vuitton. Юлии Авивовне принадлежат следующие объекты недвижимости: четыре земельных участка в посёлке Козин (площадью 1500 м², 890 м², 1127 м² и 890 м²) и участок площадью 623 м² в посёлке Гора Бориспольского района Киевской области; три жилых дома в Козине (863,3 м², 594,5 м², 589 м²) и жилой дом в Горе (294,3 м²); две квартиры в Киеве (площадью 76,1 м² и 419 м²); два гаража в Киеве (15,8 м² и 15,3 м²). В ноябре 2013 года Юлия приобрела за 1 048 519 гривен автомобиль Maserati Ghibli III. Ей принадлежат 600 акций инвестиционного фонда «Бриз» общей номинальной ценой в 6 млн гривен, 100 % корпоративных прав испанской компании Cremel System S.L. номинальной стоимостью 25 342 906 гривен. За год Юлия Гладковская получила 609 116 гривен процентов по депозиту в Международном инвестиционном банке, а также 2 958 000 гривен дивидендов от фонда «Бриз». На счетах в Международном инвестиционном банке у неё хранилось 794 257 долларов США, 2 246 221 гривен и 18 062 евро. Юлия Гладковская задекларировала 70 тыс. евро, 260 тыс. долларов и 3,46 млн гривен наличных средств.
Компании, зарегистрированной на Юлию Гладковскую, Toulousse Investments SL, принадлежит вилла в Испании площадью 1729 м². Вилла расположена в престижном районе Ла-Сагалета в Марбелье (Коста-дель-Соль, Андалусия). Помимо трёхэтажной виллы, компания Гладковской владеет ещё почти 1 га земли вокруг дома.